# Dos velas para el diablo
Dos velas para el diablo es una novela escrita por la valenciana Laura Gallego García, autora de otras novelas como la trilogía Memorias de Idhún y las novelas por las que ganó el premio Barco de Vapor, Finis Mundi y La Leyenda del Rey Errante.

## Sinopsis
Hoy en día ya nadie cree en los ángeles.
Cat es una adolescente que se ha pasado casi toda su vida viajando de un lado a otro con su padre. Cuando este es asesinado, ella lo pierde prácticamente todo y jura que encontrará a quien lo hizo y se lo hará pagar. No será una búsqueda fácil, pero Cat no es una chica corriente. Su padre era un ángel, lo cual significa que solo alguien con un poder semejante al suyo podría haberlo derrotado. Y Cat está dispuesta a pactar con los mismos demonios con tal de averiguar quién fue. Por el camino se encuentra con un demonio llamado Angelo, que le ayuda

## Personajes principales
- Cat (Caterina): es la protagonista del libro Dos velas para el diablo de Laura Gallego García. Es la hija de un ángel menor, Iah-Hel (Ismael), pero su padre es asesinado y ella quiere vengar su muerte, por lo que recorre el mundo con Angelo para encontrar información sobre dicha muerte. En un intento de escapada, muere. Y se enlaza su espíritu con Angelo, creyendo que es el único que puede guiarla hasta el túnel de luz. Al final, acaba por cogerle demasiado cariño a Angelo, hasta el punto de no poder irse por el túnel de luz.

- Angelo: Angelo es un demonio menor que, por falta de emoción en su larguísima vida, decide ayudar a Cat a buscar al asesino de su padre. Lo cual le hace entender que está más implicado en el asunto de lo que él mismo pensaba. Al final, le coge cierto cariño a Cat. Fue, hace mucho tiempo Shangó, y estuvo con una mujer hasta el fin de la vida de ella.

La historia de los dos protagonistas es compleja. La autora no ha dejado de lado el habitual enamoramiento, el cual aparece en muchas de sus obras, pero ha decidido prescindir de lo "empalagoso" de estos. Sin embargo, en este libro, entre los principales personajes se crea una especie de relación amor-odio.

## Personajes secundarios
- Jotapé (Juan Pedro): Jotapé, como le llama Cat, es un sacerdote valenciano que ayuda a Cat económicamente durante su viaje, regalándole una tarjeta de crédito con la que puede obtener dinero para pagar los medios que la llevan de un lugar a otro.

- Iah-Hel (Ismael): Padre de Cat. Originalmente llamado Iah-Hel, cambió su nombre angélico a uno humano un tanto parecido: Ismael. Hombre pacífico que dedicó su vida a buscar a Dios en todas las cosas antes de morir a manos de un demonio.

- A lo largo de la historia aparecen muchísimos personajes secundarios (ángeles y demonios), pero la lista es larga y, además, sus apariciones son las que dan sentido al argumento de la historia, por lo que no es recomendable leer sobre ellos antes de leer el libro.

Algunos ejemplos de cada grupo son:
Demonios:
Nebiros, Alauwanis, Lucifer, Orias, Azazel, Astaroth, Nergal, Johann y Hanbi.
Ángeles:
Gabriel, Miguel, Rafael, Raguel, Metatrón, Remiel (Remeiel) y Uriel.

## Curiosidades
- Toda la novela está escrita en presente y primera persona, exceptuando un interludio corto que está escrito en pasado y tercera persona.

- El verdadero nombre de la protagonista es Caterina, pero le gusta que le llamen Cat porque así lo hacía su padre, de forma cariñosa antes de morir.

- Es la primera novela de Laura Gallego en la que aparece Valencia, su ciudad de origen.

- La autora, Laura Gallego García, ha afirmado que Dos velas para el diablo es un libro único, que no tendrá continuación porque la historia de la protagonista empieza y acaba con esta novela.

- La novela está dividida en catorce capítulos, como la mayoría de los libros de Laura Gallego, puesto que este es su número mágico.

- Solo cien personas pudieron entrar en la presentación de la novela en Madrid. El reparto de entradas se realizó por Internet, admitiendo a los cien primeros en contestar correctamente a una serie de preguntas.

- En la novela, además de los personajes principales, hay apariciones de ángeles y demonios importantes como Gabriel, Uriel o Miguel y Lucifer, Nebiros o Azazel.

- El ángel Gabriel en esta historia es una mujer, no un varón. La autora le da sexo femenino por su relación con los nacimientos.

- La autora leyó, mientras preparaba la historia, el llamado Libro de Enoc, un texto apócrifo que habla sobre la Caída de los ángeles al principio de la existencia, lo que la ayudó a confeccionar el argumento de la novela.

- Laura Gallego ha estado en casi todas las ciudades en las que se desarrolla el libro. Incluso fue a Florencia (uno de los lugares en los que se desarrolla la historia) a propósito para documentarse, buscando un palazzo parecido al de la madonna Constanza del libro.